# 古代末期
古代末期（こだいまっき、英語: Late Antiquity, ドイツ語: Spätantike, フランス語: Antiquité tardive）は、ヨーロッパ史における時代区分で、古典古代から中世（中世初期）への変遷の説明に用いられる。
範囲は諸説あるが、最も広く見て、概ね西暦200年から800年までの間、すなわち3世紀から8世紀にかけての時期である。具体的には、ローマ帝国後期の「3世紀の危機」から、ヘラクレイオス（在位：610年 - 641年）治下の東ローマ帝国のギリシア化進行（620年公用語がラテン語からギリシア語に変わる）や、イスラーム勢力の侵入の始まり（711年ウマイヤ朝がイベリア半島侵攻）、さらに広く見るとカール大帝の即位（800年）までに当たる。

## 概念
古代末期の時期をピーター・ブラウンは『古代末期の世界』（1971年）の序文で200年から700年までとしていたが、1999年のグレン・バウアーソック、Graber との共編著「古代末期：ポスト古典世界ガイド」においてブラウンは「250年から 800年頃の時代を，それ自体独自の価値を持ち，他とは区別され，かつ極めて決定的な歴史の一時代」と定義している。
また、ブラウンを支持するキャメロンが共同編集者になったケンブリッジ古代史では、
- 『後期帝国:337-425年』
- 『古代末期:425-600年』

と区分された。
従来、この時代は、ギボンやロストフツェフのようにローマ帝国の没落や衰亡としてみなされてきたのを、そうした見方は皮相的であるとしてブラウンやキャメロンやグレン・バウアーソックらは古代末期は衰退というよりも古代から中世への移行または変容時期であると批判したが、ブラウンらの主張への反論もある。
古代から中世への移行時期について、従来の歴史観では以下のように考えられてきた。ローマ帝国では複数の皇帝による分割統治（テトラルキア）を始めたディオクレティアヌス治世を端緒に、社会・文化・政治機構等が徐々に変化していった。そしてコンスタンティヌス1世（在位：306年 - 337年）時代にキリスト教化が始まり、首都もコンスタンティノポリスへと移る。4世紀初頭以後のゲルマン系民族の侵入はローマの秩序を崩壊させ、476年の西ローマ帝国の滅亡をもって秩序崩壊は最高潮に達し、異民族の王国に置き換わった。7世紀にはイスラーム勢力が出現し、東ローマ帝国領の大半とサーサーン朝を瞬く間に征服していったため、ピレンヌ・テーゼの支持者は、これが古代末期の終焉と中世の開始を決定づけたと主張している。この時期の人口・技術・知識・生活基盤の衰退は、ルネサンスから近代まで、社会崩壊の典型的事例と見なされ、また、崩壊の結果として西ヨーロッパ世界では歴史記録が欠損し、西ローマ帝国滅亡から中世の開始までのこの期間は「暗黒時代」とされてきた。
ピーター・ブラウンの著書『古代末期の世界』（1971年）により、「古代末期」という概念は広まった。ただし、「古代末期」という概念は、19世紀のドイツ人美術史家アロイス・リーグルの頃から存在はしていたという A. Giardina （アンドレア・ジャルディーナ）や J. H. W. G. Liebeschuetz （ヴォルフ・リーベシュッツ）の指摘がある。ギボン以来の歴史観と固定化された古代文化の観念を批判した彼の見方は革新的であった。古代末期研究ではキリスト教史の観点から「ローマ・ギリシャ文明」的な観点の「ローマ帝国東西分裂」に疑問を付し、これがローマ帝国分裂論に一つの終止符を打った。「古代末期」の創始は既成の西洋文化の変遷の理解を一新し、リチャード・サザーンの「中世」の創始に対抗するものと言える。
ブラウンの古代末期という概念では、主として以下の点が強調される。
- ディオクレティアヌス（在位：284年 - 305年）によって再編された後期ローマ帝国と、初期中世には連続性がある。
- 同様に、後期ローマ帝国とイスラームの到来までの東ローマ帝国（ビザンツ帝国）は継続的である。
- 中世文化の萌芽は、キリスト教が普及しつつあった時代のローマ帝国に見られる。
- 東ゴート族や西ゴート族のような、移住したゲルマン系民族の一部は、自身をローマの伝統の継承者だと見なしていた。
- 古典古代の価値観は、古典文化の破壊が見られる中世や初期ビザンツ時代を通しても継続している。

## 古代末期論争
しかし一方で、ローマ帝国衰退論を否定する古代末期研究の理解では、418年のガリア・アクィタニア属州のゴート族フォエデラティの境界発生以降に始まる、民族移動時代におけるゲルマン系王国の割拠による初期ヨーロッパの崩壊という事実を軽視しがちな傾向にあると指摘されている。
また、J. H. W. G. Liebeschuetz は2001年に「後期ローマ史における「衰退」概念の利用と濫用」論文において、「衰退」概念は必要であるとして、ブラウンやキャメロンらの古代末期論を多文化主義の流行を背景にしたものと批判した。また、古代末期研究は特殊イギリス的であるとの指摘もある。
これに対してキャメロンは、1970年代以来のブラウンの研究によって、「古代末期」の概念が強力なモデルとなり、宗教や文化の歴史への新しい理解を生み出していったし、従来の「古典古代」「中世」「ビザンツ」を厳しく峻別して道徳的審美的価値判断をふりかざすことなしに、価値判断をさける意味で「古代末期」は効果的であったと反論した。
J. H. W. G. Liebeschuetz は、ブラウンの業績は認めるものの、19世紀から20世紀初頭にかけて、美術史家アロイス・リーグル、宗教史の Richard Reitzenstein （リヒャルト・ライツェンシュタイン、1861-1931年)、文化哲学者オスヴァルト・シュペングラーなどはこの古代から中世までの時期を独自の価値を持つ時代とみなしていたし、Henri-Irénée Marrou （アンリ＝イレネー・マルー）は「テオポリス（神の国）の時代」と提案するなど、ブラウン以前にも古代末期を重視していた研究があったと反論した。
南雲泰輔は、「後期ローマ帝国史」「初期ビザンツ帝国史」「西欧初期中世史」といった従来のカテゴリーをおしなべて包括する古代末期研究では広い視野で検討できることを評価しつつも、従来の概念と直ちに置換しうる新しい概念と考えることは困難であるとする。
また、R. Mathisen （マティセン）は、かつては後期ローマ・初期ビザンツ・初期中世・後期ラテン文学・教父学を専攻としていた研究者がいまやみな「古代末期」専攻となっているという。
また、近年ローマ帝国の東西分裂については「古代末期」批判と交差しながら再評価が行われ始めている。少なくとも行政組織の上では帝国東方では中央集権化された皇帝顧問会議を中心とするコンシストリウム政治が行われたのに対し、西方ではローマの政治的経済的中心性は急速に失われ、ローマ的価値観とは無縁なゲルマン人への権力集中をもたらすこととなり、著しい対照を示した。
ブライアン・ウォード・パーキンスは考古学的発見を含めてこの時代を広汎に振り返り、異教世界に対して一神教が地中海世界を制したという心理的精神的側面での「古代末期」の有意性は認めるものの、ローマ文明の物質的な凋落を俯瞰して、この時代を挟んだ前後の時代の不連続性を跡づけている。

## 古代末期の宗教
古代末期の重要な変化のひとつが、キリスト教、ラビ・ユダヤ教、さらにはイスラム教などのアブラハムの宗教の拡大である。この内のキリスト教化の始まりのひとつの指標は、カイサリアのエウセビオスの記述にあるように312年のコンスタンティヌス1世（在位：306年 - 337年）の回心である。
コンスタンティヌスは313年、リキニウスと連名で「ミラノ勅令」を発布したとされる。最初の公会議であるニケーア公会議を325年に開催し、エルサレムの聖墳墓教会のような教会建造物や聖堂を建立するなど、教会史上重要な出来事を主導した人物である。キリストの復活と過ぎ越しの祭りとの関連性などの疑問に関心を持っていた。
3世紀にエジプトの砂漠で発祥した修道院制度は、8世紀まで教会の司教の権威の管轄の外に置かれ、キリスト教の大切な基礎のひとつになった。
4世紀末にはテオドシウス1世がキリスト教を国教に定めており、古代ローマの世界は次第に、ピーター・ブラウンが「どこにでも聖なる魂の存在の物音がする」と評したような姿に変わっていった。
古代末期は、ローマの多神教の終焉を決定づけた時期でもある。それはとりわけ、エウセビオスのような皇帝の周囲の助言者達の示唆によって出された勅令によって線引きできる。大規模な宗教的実験と混合的な神秘宗教の時代とも言え、グノーシス主義や新プラトン主義、あるいはカルデア神託や、ヘルメス文書のような教典など、そのいくつかはこの時代の初期を彩った。